# Форбоути
Форбоути или Сатурн XL (условно означение S/2004 S 9) е естествен спътник на Сатурн. Откритието му е обявено от Скот Шепърд, Дейвид Джуит, Ян Клайн и Брайън Марсдън на 4 май 2005 от наблюдения направени между 12 декември 2004 и 9 март 2005. Форбоути е в диаметър около 5 км и орбитира около Сатурн на средна дистанция 20,291 млн. мили за 1079.099 дни, при инклинация 158° към еклиптиката в ретроградно направление с ексцентрицитет 0.209.
Наименована е през април 2007 на Форбоути, гигант на бурите от Норвежката митология, баща на Локи